# 파나마 프로야구 리그
파나미난 윈터 리그는 1946년부터 1971년까지 진행되온 파나마의 윈터 리그이다. 이후 중단 되었다가 새롭게 2000년부터 2001년까지 진행되기도 했다. 하지만 다시 중단되었고 2011년에 다시 4개팀으로 개편하여 시행되었다.